# Märkische Schweiz
Märkische Schweiz ("Brandenburgske Schweiz") er et kuperet naturlandskab i det østlige Tyskland , beliggende cirka 50 km øst for det centrale Berlin , i Landkreis Märkisch-Oderland . I området findes de 205 km² store Naturpark Märkische Schweiz , som omfatter det egentlige Märkische Schweiz samt tilstødende naturområder. Områdets endemoræneformationer, som har givet landskabet dens karakter, dannedes i de seneste nordeuropæiske istider.
Navnet Märkische Schweiz blev slået fast under det tidlige 1800-tals romantiske sværmeri for dramatiske landskaber, og sigter på det for landskabet Mark Brandenburg utypisk kuperede skovs- og sørige naturlandskab som, i sammenligning med resten af Brandenburg, giver mindelser om landet Schweiz.
Den største by i Märkische Schweiz er provinsbyen og kurstedet Buckow ved søen Schermützelsee , som også udgør områdets centrum.
Natur-, helse- og kulturturisme er vigtige erhverv i regionen, med flere vandrings- og cykelstier som sker igennem det ganske tyndt befolkede område. Området er blandt andet blevet skildret af Theodor Fontane , og dramatikeren Bertolt Brecht var bosat i Buckow om sommeren under sine sidste leveår.